# マイルドハイブリッド
マイルドハイブリッド（英語: Mild hybrid）は、内燃機関と発電機/電動機を組み合わせたハイブリッド自動車の中で、電動機（モーター）の出力が控えめ（＝マイルド）な形式を指す。モーターを併用することで、惰走、制動、停止時にエンジンを止めて、出力が再び必要になった時にすばやく再始動することが可能になる。マイルドハイブリッドは回生ブレーキを備え、蓄えた電力をモーターによるエンジンの補助や電装品への給電に使用する。モーターのみでの走行モードを持たないものが多いが、クリープ走行や低速域でのモーター走行が可能なものもある。
通常の乗用車に搭載されている発電機（オルタネーター）を強化して、内燃機関（エンジン）の補助モーターとしても利用できるようにした発進モーター兼発電機（ISG; Integrated Starter Generatorの略称）を使用するシステムがほとんどであるが、エネルギー回生・駆動用の独立したモーターを備えるシステムもある。
ハイブリッド式電気自動車は機能と主電源として使用する電池の電圧により以下の通り分類される。
- アイドリングストップシステム（ISS）車（12 V、減速時回生を行わない）
- マイクロハイブリッド（12 V、減速時回生を行う）[5][6]
- マイルドハイブリッド（36 - 48 V）
- モデレートハイブリッド（100 - 200 V、限定的な電動走行を行う）
- ストロングハイブリッド（> 150 V）
- プラグインハイブリッド（> 150 V）

広義のマイルドハイブリッドにはマイクロ、マイルド、モデレートの3種が含まれる。

## 概要
マイルドハイブリッドと比較して、モーター出力が十分高いシステムはフルハイブリッドまたはストロングハイブリッドと呼ばれる。マイルドハイブリッドは基本的にエンジンで走行し、通常のエンジン車についている発電機を補助モーターとして利用している。
マイルドハイブリッドではバッテリーはエンジン回転およびブレーキ回生によって充電される。エンジンは初回時のみ既存のスターターで起動するが、その後はオルタネーター/スターターによってベルト駆動で起動される。モーター出力は通常10  kW以下（トヨタ・プリウスは103 kW=140 ps）、加速時にエンジンを補助する。
日本では、2001年（平成13年）にトヨタが11代目クラウン（S17#型）で、3.0リットル直噴の「2JZ-FSE」エンジン搭載車に、36 VのISGからなる「THS-M」トヨタ・マイルドハイブリッドシステムを組み合わせたのが初となる。この車ではエンジンを起動し低速で走行する能力だけでなく、エンジンを電磁クラッチによってベルト駆動から切り離すことで、エンジン停止時にもエアコンのコンプレッサーを動作させることができた。
軽自動車では、2014年（平成26年）8月にスズキが「S-エネチャージ」の名称で5代目ワゴンR/ワゴンRスティングレー（MH44S）の自然吸気車に搭載して実用化、翌年8月にはターボ車にも採用された。このシステムは後に「マイルドハイブリッド」へと改称され、登録車を含め、広く導入されている。

ハイブリッドシステムは12 Vでバッテリー容量も小さいため、当初はモーターのみでの自走を想定したものではなかったが、6代目ワゴンRおよびその派生車種では、減速して車速が約13  km/h以下となり、アクセルペダルもブレーキペダルも踏んでいない時や、アイドリングストップ後の停車からの発進時に、最長10秒間モーターでのクリープ走行が可能となっている。
一方、マツダは2019年（平成31/令和元年）以降、新エンジン技術SKYACTIV-Xにマイルドハイブリッドとスーパーチャージャー（機械式過給機）を組み合わせ、エンジンの弱点を補完した上で量産化に漕ぎ着けている。
欧州車においては、通常の車両用電源で用いられる定格電圧を12 Vから48 Vに高電圧化（LV148）することで電装品の出力を高め、オルタネーターでの駆動補助を可能にする「48 Vハイブリッド」という規格が提唱されている。メルセデス・ベンツやフォルクスワーゲン・グループ、BMWなどが積極的に採用している。日本でもボッシュが2019年以降に供給を行うという報道があったが実現しておらず、代わりに三菱電機がマジャールスズキで生産される欧州仕様のスズキ車にISG 48 Vのマイルドハイブリッドシステムを供給している。

## ストロングハイブリッド車との比較
マイルドハイブリッドの長所は、既存の車種の電気系統を小改良するだけ（ストロングハイブリッドと異なり高電圧対応にする必要がない）のため導入経費が低く、車両価格を抑えやすいこと、また、補助モーターのみのため、充電池や電動機がハイブリッド車よりも小型軽量・省スペース化が可能なことである。
短所は、基本的にモーターのみでは走行できないか、あるいは低速に限り走行可能であること、排出ガスの削減や燃費節約の効果は限定的であることなどである。具体的にはトヨタのフルハイブリッドシステムであるTHSによる燃費向上率が67%から99%に達するのに対して、マイルドハイブリッドによる燃費向上率はスズキのマイルドハイブリッドシステム（12 Vマイクロハイブリッド）で3%、マツダのM Hybrid Boostシステム（48 Vマイルドハイブリッド）で14%、SUBARUのe-BOXERシステム（118 Vモデレートハイブリッド）で18%、に留まる。

## 主なマイルドハイブリッドシステム

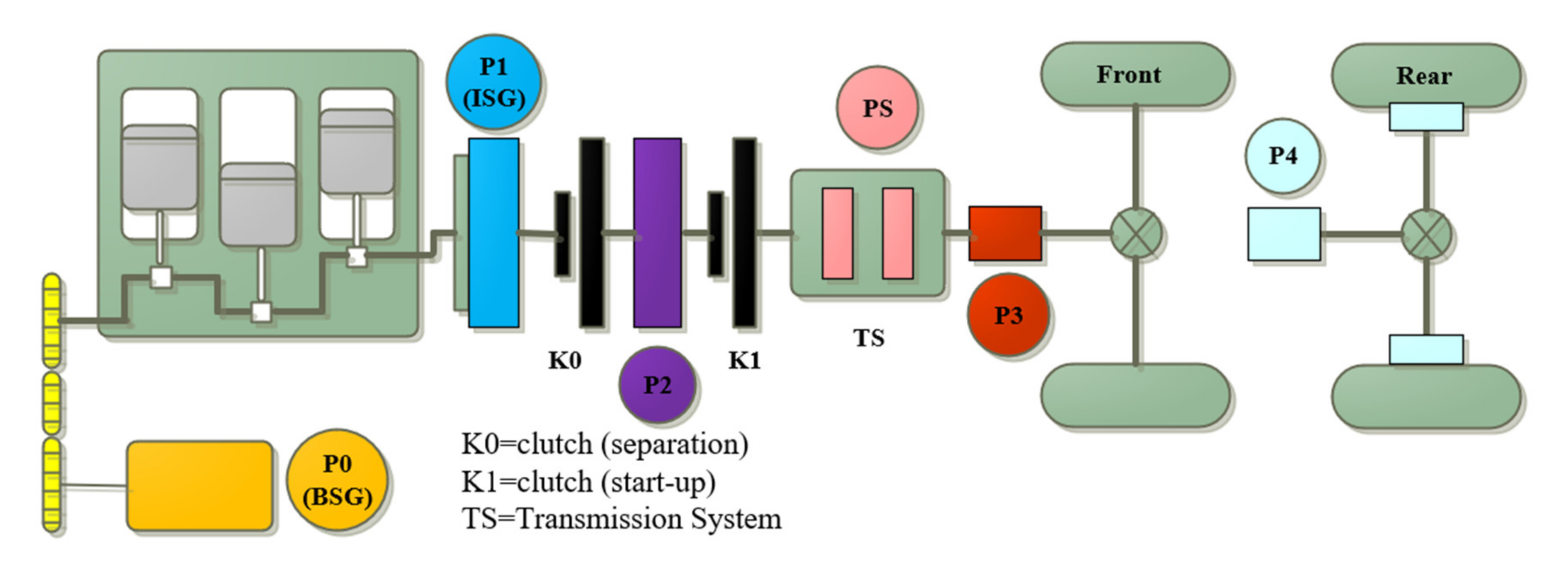
電動機の位置により分類されるハイブリッド方式。

ハイブリッドシステムの方式は電動機の位置によりP0 - P4あるいはP5に分類される（細かい部分は各社によって違いがある）。以下の表は、主なマイルドハイブリッドシステムの一覧である。始動モーター兼発電機（スターター・ジェネレーター）がベルトによって出力軸と連結されているものをBSG（Belt Starter Generator）、出力軸と直結しているものをISG（Integrated Starter Generator）と表記している。電動機が出力軸と直結しているが、エンジン再始動に使用されないものはパラレル方式と表記している。
| 名称                      | 会社                         | 年        | 方式                                             | 蓄電池電圧  | 電動機 最高出力/最大トルク        | EV走行                                  | 出典                |
| ------------------------- | ---------------------------- | --------- | ------------------------------------------------ | ----------- | --------------------------------- | --------------------------------------- | ------------------- |
| THS-M                     | トヨタ自動車                 | 2001–2008 | BSG (P0)                                         | 42 V        | 3.0 kW / 56 N·m                   | なし                                    | [ 16 ] [ 17 ]       |
| S-エネチャージ            | スズキ                       | 2014–     | BSG (P0)                                         | 12 V        | 1.6 kW / 40 N·m                   | 10秒間のクリープ走行                    | [ 18 ] [ 19 ]       |
| マイルドハイブリッド/SHVS | スズキ                       | 2016–     | BSG (P0)                                         | 12 V        | 2.3 kW / 50 N·m 1.9 kW / 40 N·m   | クリープ走行可能                        | [ 2 ] [ 20 ]        |
| SHVS                      | スズキ                       | 2017–     | BSG (P0)                                         | 48 V        | 10 kW / 50 N·m                    | なし                                    | [ 21 ]              |
| ハイブリッドシステム      | スズキ                       | 2016–     | パラレル方式（モーターは差動装置を直接駆動する） | 100 V       | 10 kW / 30 N·m                    | クリープ走行時、定速走行時、60 km/hまで | [ 22 ] [ 24 ]       |
| M Hybrid                  | マツダ                       | 2020–     | BSG (P0)                                         | 24 V        | 5.1 kW / 49 N·m                   | なし                                    | [ 25 ] [ 26 ]       |
| M Hybrid Boost            | マツダ                       | 2022–     | ISG (P2)                                         | 48 V        | 12 kW / 153 N·m                   | なし                                    | [ 27 ]              |
| S-HYBRID                  | 日産自動車                   | 2012–     | BSG (P0)                                         | 12 V        | 1.8 kW / 53.6 N·m 1.9 kW / 48 N·m | なし                                    | [ 28 ]              |
| ハイブリッドシステム      | SUBARU                       | 2013–2018 | パラレル方式 (PS)                                | 100 V       | 10 kW / 65 N·m                    | 40 km/hまで                             | [ 29 ]              |
| e-BOXER                   | SUBARU                       | 2018–     | パラレル方式 (PS)                                | 118 V       | 10 kW / 65 N·m                    | 40 km/hまで                             | [ 3 ] [ 30 ] [ 31 ] |
| Honda IMAシステム         | 本田技研工業                 | 2001–     | パラレル方式 (P1)                                | 144 V 100 V | 9.2–10 kW / 49–78 N·m             | 発進、低速                              | [ 32 ] [ 33 ]       |
| EQ Boost (ISG)            | メルセデス・ベンツ           | 2018–     | ISG (P1)                                         | 48 V        | 16 kW / 250 N·m                   | なし                                    | [ 34 ]              |
| EQ Boost (BSG)            | メルセデス・ベンツ           | 2017–     | BSG (P0)                                         | 48 V        | 12.5 kW / 160 N·m                 | なし                                    | [ 35 ]              |
| eTSI                      | フォルクスワーゲン           | 2019–     | BSG (P0)                                         | 48 V        | 9.4 kW / 62 N·m                   | なし                                    | [ 36 ]              |
| BAS                       | ゼネラルモーターズ           | 2007–     | BSG (P0)                                         | 36 V        | 4 kW                              | なし                                    | [ 37 ]              |
| eAssist（第2世代BAS）     | サターン/ビュイック/シボレー | 2011–     | BSG (P0)                                         | 115 V       | 11.2–15 kW / 107–150 N·m          | なし                                    | [ 38 ]              |
| eAssist（第3世代BAS）     | シボレー/GMC                 | 2016–     | BSG (P0)                                         | 86 V        | 15 kW                             | なし                                    | [ 39 ]              |

## 主な車種
- ☆印は過去に販売されていた車種
- ◎印はフルハイブリッド仕様（e-POWER含む）も併売される車種

### 日本車
- トヨタ・クラウン（11代目）☆
- トヨタ・クラウンセダン（6代目）☆
- スズキ・ソリオ（4代目・5代目）/ソリオバンディット（2代目・3代目）◎
  - 三菱・デリカD:2（2代目・3代目）/デリカD:2カスタム（初代・2代目）◎
- スズキ・シアズ
- スズキ・イグニス
- スズキ・スイフト（4代目）◎
- スズキ・ワゴンR（6代目）/ワゴンRスティングレー（4代目）
  - マツダ・フレア（2代目）
- スズキ・ツイン☆
- スズキ・スペーシア/スペーシアカスタム（2代目）/スペーシアギア
  - マツダ・フレアワゴン（3代目）/フレアワゴンカスタムスタイル（2代目）/フレアワゴンタフスタイル
- スズキ・クロスビー
- スズキ・ハスラー（2代目）
  - マツダ・フレアクロスオーバー（2代目）
- スズキ・ワゴンRスマイル
- スズキ・アルト（9代目）
- 三菱・eKクロス
- 三菱・eKクロス スペース
- 三菱・eKスペース（2代目）
- 日野・ブルーリボンHIMR/ブルーリボンシティHIMR/ブルーリボンシティハイブリッド☆
- 日野・セレガHIMR/セレガR HIMR/セレガRハイブリッド/セレガハイブリッド☆

スマートシンプルハイブリッド（S-HYBRID）
- 日産・セレナ（4代目・5代目）◎
  - スズキ・ランディ（2代目・3代目）
- 日産・デイズハイウェイスター（2代目）
- 日産・ルークス（3代目）/ルークスハイウェイスター（3代目）

S-エネチャージ（S-ENECHARGE）
- スズキ・ワゴンR（5代目）/ワゴンRスティングレー（3代目）☆
  - マツダ・フレア（初代）/フレアカスタムスタイル☆
- スズキ・ハスラー（初代）☆
  - マツダ・フレアクロスオーバー（初代）☆
- スズキ・スペーシア（初代）/スペーシアカスタム（初代）/スペーシアカスタムZ☆
  - マツダ・フレアワゴン（2代目）/フレアワゴンカスタムスタイル☆

e-BOXER
- スバル・フォレスター（5代目）
- スバル・XV（3代目）
- スバル・インプレッサ（5代目、ただしスポーツ(ハッチバック)のみ設定）

M hybrid（SKYACTIV-X）
- マツダ・MAZDA3ファストバック/MAZDA3セダン
- マツダ・CX-30
- マツダ・MX-30

### 日本車以外
以下は、全て一部のモデルにマイルドハイブリッドを搭載。ベルト・オルタネーター・スターター (BAS) を採用したモデルについては当該項目を参照。 
- シボレー・シルバラード
- メルセデス・ベンツ・Sクラス (S400 HYBRID)
- BMW・7シリーズ (ActiveHybrid 7)
- プジョー・308 (1.6L e-HDi)
- ビュイック・ラクロス
- ビュイック・リーガル
- フェラーリ・ラ フェラーリ
- シボレー・マリブ
- シボレー・インパラ
- アウディ・A8
- フォルクスワーゲン・ゴルフVIII

### 注記
1. ↑  駆動方法により、エンジンを発電にのみ用いて電動機のみで駆動する「シリーズ方式」、エンジン駆動と電動機駆動を併用する「パラレル方式」、エンジンのエネルギーを発電用と駆動用に分離した上で電動機と併用する「スプリット方式」に分類される。トヨタ・ハイブリッド・システム (THS) はスプリット方式、日産自動車の「e-POWER」はシリーズ方式。
2. ↑  マツダはトヨタ自動車と業務提携し、トヨタ・ハイブリッド・システム (THS) を「SKYACTIV-HYBRID」として導入していたが、BM型アクセラの車種のみの展開で、これも2019年に販売を終えている[9][10]。
3. ↑  トヨタ・ヤリス（2020年モデル）のWLTCモード燃費: 1.5Lハイブリッド車（2WD）、36.0 km/L; 1.5Lガソリン車（2WD、CVT）、21.6 km/L。
4. ↑  トヨタ・カローラ（2018年モデル）のWLTCモード燃費: 1.8Lハイブリッド車（2WD）、29.0 km/L; 1.8Lガソリン車（2WD、CVT）、14.6 km/L。
5. ↑  スズキ・ワゴンR（2017年モデル）のWLTCモード燃費: HYBRID FX-Sグレード（2WD、CVT）、25.2 km/L; FXグレード（2WD、CVT）、24.4 km/L。
6. ↑  マツダ・CX-60（2022年モデル）のWLTCモード燃費: 3.3Lハイブリッドディーゼル車、21.1 km/L; 3.3Lディーゼル車（四輪駆動グレード）、18.5 km/L。
7. ↑  スバル・インプレッサ（2023年モデル）のWLTCモード燃費: 2.0Lハイブリッド四輪駆動車、16.0 km/L; 2.0Lガソリン四輪駆動車、13.6 km/L。
8. ↑  スズキはISG式を「マイルドハイブリッド」、パラレル方式を単に「ハイブリッド」と呼ぶ[22]。